# 공주영명고등학교
공주영명고등학교(公州永明高等學校)는 대한민국 충청남도 공주시 중동에 있는 사립 고등학교이다.  
(근처에는공주고등학교가있다. .)  

## 학교 연혁
- 1906년 : 미 선교사 우리암(월리엄) 영명학교 설립
- 1908년 : 제1회 졸업생 배출(3명)
- 1912년 : 보통, 고등 양과 설치 인가
- 1932년 : 영명실수학교(남녀공학) 개편 인가
- 1942년 : 일제에 의해 강제 폐교
- 1949년 : 영명상업 중학교로 복교
- 1951년 : 영명중·고등학교로 개편
- 1974년 : 고등학교 교사 증축(구관)
- 1981년 : 고등학교 학급 증설 인가(24학급)
- 2000년 : 고등학교 교사 증축(신관)
- 2006년 : 개교 100주년 행사, 기념탑 건립
- 2010년 : 영명학당 복원
- 2011년 : 영명학사(기숙사) 증축
- 2017년 : 운동장 잔디구장 개선사업 및 운동부 전용 영명봉황 체육관 증축
- 2021년 : 고교 학점제 선도 학교 지정
- 2023년 : 제10대 여양현 교장 취임
- 2024년 : 고등학교 제104회 졸업(총 16,737명)

## 참고 문헌
- 공주영명고등학교 - 한국교육학술정보원 학교알리미

## 같이 보기
- 영명학교 육상단
- 영명학교 축구단
- 영명실수학교 여자 정구단